# سيسنا 411
سيسنا 411  (بالإنجليزية: Cessna 411)‏ هي طائرة خفيفة، لرجال الأعمال، بمحركين وبسعة من 6 إلي 8 ركاب. أنتجت في 1962 بالولايات المتحدة. من صناعة سيسنا. كان أول طيران لها في 1962. ومازالت في الخدمة حتى الآن. صنع منها 302 طائرة.

## طرازات أخرى
- سيسنا 402
- سيسنا 421
- سيسنا 401